# Be Here Now
Be Here Now – trzeci album studyjny zespołu Oasis, wydany w 1997.
Be Here Now jest najszybciej sprzedającym się albumem w historii brytyjskiej muzyki. W pierwszym tygodniu od momentu wydania sprzedał się w liczbie niemal 700 tys. egzemplarzy, co jest absolutnym rekordem, do tej pory nie pobitym przez żadnego innego artystę.
W Polsce album uzyskał status złotej płyty.

## Lista utworów
1. „D'You Know What I Mean?” – 7:42
2. „My Big Mouth” – 5:02
3. „Magic Pie” – 7:19
4. „Stand by Me” – 5:56
5. „I Hope, I Think, I Know” – 4:23
6. „The Girl in the Dirty Shirt” – 5:49
7. „Fade In-Out” – 6:52
8. „Don't Go Away” – 4:48
9. „Be Here Now” – 5:13
10. „All Around the World” – 9:20
11. „It's Gettin' Better (Man!!)” – 7:00
12. „All Around the World (Reprise)” – 2:08

## Single
- 1997 „D'You Know What I Mean?” (#1 UK, #1 FIN, #1 IRE)
- 1997 „Stand By Me” (#2 UK)
- 1998 „All Around the World” (#1 UK, #1 IRE)
- 1998 „Don't Go Away”

## Skład
- Liam Gallagher – śpiew
- Noel Gallagher – gitara prowadząca, śpiew,
- Paul „Bonehead” Arthurs – gitara rytmiczna,
- Paul McGuigan – gitara basowa
- Alan White – bębny, perkusja